# Kawasaki ZZ-R1200
La Kawasaki ZZ-R1200, chiamata anche Kawasaki ZX-12C o ZX1200-C1, è una motocicletta prodotta dalla casa motociclistica giapponese Kawasaki dal 2002 al 2005.

## Profilo e contesto
La moto, creata come successore della ZX-11 prodotta tra il 1990-2001, è una cosiddetta sport turismo costruita su di un telaio in alluminio a doppia trave.
A spingere la moto c'è un nuovo motore a quattro cilindri in linea frontemarcia a 
quattro tempi con distribuzione DOHC a 16 valvole (4 per cilindro) e raffreddato a liquido, dalla cilindrata totale di 1164 cm³ (con l'alesaggio da 79 mm e la corsa da 59,4), che eroga 152 CV (che diventano 160 CV alla velocità di 200 km/h grazie alla maggior portata d'aria garantita dal sistema di aspirazione con l'air box) e sviluppa 125 N⋅m di coppia, venendo alimentato da 4 carburatori da 40 mm con corpi farfallati. Possiede due ventole di raffreddamento e due pompe di alimentazione per il carburante. 
All'avantreno trova posto una forcella telescopica da 43 mm che è regolabile nel precarico e nel ritorno.